# Резовачке Крчевине
Резовачке Крчевине су насељено место у саставу града Вировитице у Вировитичко-подравској жупанији, Република Хрватска.

## Историја
До територијалне реорганизације у Хрватској налазиле су се у саставу старе општине Вировитица.

## Становништво
На попису становништва 2011. године, Резовачке Крчевине су имале 331 становника.

## Попис1991.
На попису становништва 1991. године, насељено место Резовачке Крчевине је имало 398 становника, следећег националног састава:
| Попис 1991.‍  | Попис 1991.‍  | Попис 1991.‍ | Попис 1991.‍ | Попис 1991.‍ |
| ------------ | ------------ | ----------- | ----------- | ----------- |
|              |              |             |             |             |
| Хрвати       | Хрвати       |             | 366         | 91,95%      |
| Југословени  | Југословени  |             | 7           | 1,75%       |
| Мађари       | Мађари       |             | 4           | 1,00%       |
| Македонци    | Македонци    |             | 1           | 0,25%       |
| Словенци     | Словенци     |             | 1           | 0,25%       |
| Срби         | Срби         |             | 1           | 0,25%       |
| неопредељени | неопредељени |             | 1           | 0,25%       |
| непознато    | непознато    |             | 17          | 4,27%       |
| укупно: 398  |              |             |             |             |